# رنگینه حمیدی
رنگینه حمیدی (زاده ۱۹۷۸) سیاستمدار، نویسنده و فعال اجتماعی اهل افغانستان است.  وی توسط اشرف‌غنی احمدزی به حیث سرپرست وزارت معارف افغانستان منصوب شده بود.  وی پس از هجوم طالبان در سال ۱۴۰۰ از کار برکنار شد.